# Хронология мировых рекордов в беге на 5 км по шоссе (мужчины)
Таблица ниже содержит мировые рекорды в беге на 5 километров по шоссе среди мужчин, зафиксированные ИААФ. Мировые рекорды на данной дистанции начали фиксироваться с 1 января 2018 года. 
| Результат | Атлет                    | Место соревнования | Дата       | Примечание  |
| --------- | ------------------------ | ------------------ | ---------- | ----------- |
| 13.30     | Бернард Лагат Кения      | Чехия, Прага       | 08.09.2018 | [ 2 ]       |
| 13.29     | Жульен Вандерс Швейцария | Монако, Монако     | 17.02.2019 | [ 3 ] [ 4 ] |
| 13.29     | Эдвард Чесерек Кения     | США, Карлсбад      | 07.04.2019 | [ 5 ] [ 6 ] |
| 13.22     | Роберт Кетер Кения       | Франция, Лилль     | 09.11.2019 | [ 7 ] [ 8 ] |
| 13.18+    | Ронекс Кипруто Кения     | Испания, Валенсия  | 12.01.2020 | [ 9 ]       |
| 12.51     | Джошуа Чептегеи Уганда   | Монако, Монако     | 16.02.2020 | [ 10 ]      |